# Gert Pötzschig
Gert Pötzschig (* 15. März 1933 in Leipzig) ist ein deutscher Maler und Grafiker. Seine malerische Arbeit ist von Landschafts- und Stadtansichten geprägt, die zunächst postimpressionistisch anmutend sich dem Abstrakten nähern und gelegentlich dort aufgehen. Seit 1958 ist Pötzschig mit seinen Werken in bedeutenden Ausstellungen und Museen vertreten. Mittelpunkt seines Lebens und Arbeitens sowie Gegenstand vieler seiner Werke ist Leipzig und Umgebung.

## Leben und Werk
Pötzschig machte von 1947 bis 1949 in Leipzig eine Lehre als graphischer Zeichner. Daneben belegt er Volkshochschulkurse für Malerei und Zeichnen bei Walter Münze und besuchte bei Max Schwimmer Abendkurse an der Hochschule für Grafik und Buchkunst (HGB). Als einer der jüngsten Studenten studierte er von 1950 bis 1955 an der HGB bei Kurt Massloff, Elisabeth Voigt und Heinz Wagner. Seit dem Diplomabschluss ist Pötzschig in Leipzig freischaffend tätig, bis 1969 zeitweilig als Ausstellungsgestalter. Seit 1972 fertigt er auch architekturbezogene Arbeiten, insbesondere Farbglasgestaltungen. Ab 1972 war Pötzschig Mitglied des Beirats für Städtebau und architekturbezogene Kunst beim Rat der Stadt Leipzig. 1975 unternahm er mit Gerald Müller-Simon seine erste Studienreise nach Bulgarien. Es folgten unter anderem 1979 eine Reise in das damals sowjetische Mittelasien sowie 1987 erneut mit Müller-Simon und Manfred Böttcher nach Kuba. Pötzschig hatte in der DDR eine bedeutende Zahl von Einzelausstellungen und Ausstellungsbeteiligungen, u. a. seit 1958 an allen Deutschen Kunstausstellungen bzw. Kunstausstellungen der DDR in Dresden.
Seit 1997 folgen jährliche Sommeraufenthalte am Millstätter See in Kärnten und von 2001 bis 2007 Studienreisen vor allem nach Italien und Südfrankreich. Anlässlich seines 75. Geburtstags 2008 gab es eine Werkschau im Museum für Stadtgeschichte Leipzig unter der Verantwortung von Rainer Behrends. 1999 wurde er Dozent für Malerei an der Volkshochschule Leipzig.

## Zitate zum Werk
„Von Anfang an war es meine Absicht, den Bildgegenstand in seiner Ganzheitlichkeit, Proportion, Stofflichkeit und Plastizität zu erfassen“ (Gert Pötzschig)
„Die Malerei von Gert Pötzschig ist hoch kultiviert, aber ganz ruhig und unspektakulär. Damit hat sie es schwer [...] gegen die lauten Töne des auf Überraschungen und  schrille  Effekte  setzenden  Marktes.“ (Jens Kassner)
„Innerhalb der Leipziger Kunst erhebt Pötzschig als Landschafter eine Stimme, die sich im Reichtum meisterhaft aufgefächerter Tonwerte, im malerischen Zusammenspiel von Farbe und Form artikuliert.“ (Ingrid Leps)

## Mitgliedschaften
- 1955–1990 Mitglied im Verband Bildender Künstler der DDR, dort
- 1965–1986 Mitglied der Sektionsleitung Maler und Grafiker des Bezirksverbandes Leipzig
- seit 1991 Mitglied des Bundes Bildender Künstler Leipzig e. V.

## Ehrungen
- 1961: 2. Preis im Wettbewerb Farbgrafik der DDR
- 1984: Kunstpreis der Stadt Leipzig

## Werke (Auswahl)

### Tafelbilder (Auswahl)
- Stellplatz zur Demonstration (Öl; 1958/1959 ausgestellt auf der Vierten Deutschen Kunstausstellung in Dresden)[6]
- An der Warnow bei Rostock (Öl; 1962/1963 ausgestellt auf der Fünften Deutschen Kunstausstellung in Dresden)[7]
- Baustelle Georgi-Ring, Leipzig (Öl, 1967; 1967/1968 ausgestellt auf der VI. Deutschen Kunstausstellung in Dresden)[8]
- Buchara (Öl, 1980; 1982/1983 ausgestellt auf der IX. Kunstausstellung der DDR)[9]

### Grafik und Zeichenkunst (Auswahl)
- Messetreiben vor dem Hauptbahnhof (Farblinolschnitt, 1960; Blatt III einer Serie zur Leipziger Messe; im Bestand des Stadtgeschichtlichen Museums Leipzig)[10]
- Leipziger Messe (Farbholzschnitt; 1962/1963 ausgestellt auf der Fünften Deutschen Kunstausstellung in Dresden)[11]
- Bulgarisches Stillleben (Zeichnung, Graphit und Aquarell, 1982, im Bestand des Ott-Dix-Hauses Gera)[12]

### Baugebundene Kunst (Auswahl)
- Farbige Glasfenster an der heutigen Sportschule der Stadt Leipzig, Marschnerstrasse 30; um 1970, eingetragen als Kulturdenkmal der Stadt Leipzig[13]

### Buchillustrationen (Auswahl)
- Rainer Kontressowitz: erinnerungen - weinend sich betäuben. Verlag Jürgen Ritschel, 2011

## Einzelausstellungen (Auswahl)
- 1975 und 1978 Leipzig, Kabinett der Genossenschaft Bildender Künstler Kunst der Zeit
- 1981 Weimar, Galerie im Cranach-Haus (mit Uta Feiler)
- 1983 Leipzig, Klubgalerie des G.-W. Leibnitz-Klubs
- 1989 Leipzig, Galerie am Sachsenplatz (Malerei, farbige Blätter und Zeichnungen)
- 1998 Leipzig, Ausstellungszentrum Kroch-Haus (Malerei und Zeichnungen; Ausstellung der Kustodie der Universität Leipzig)
- 2008 Leipzig, Stadtgeschichtliches Museum (Bilder einer Stadt)
- 2017 Grimma, Rathausgalerie[5]
- 2018 Leipzig, Galerie Koenitz[14]

## Belege und Verweise
1. ↑  Gert Pötzschig auf charter-jungekunst.de
2. ↑  Gert Pötzschig - Detailseite Künstler - Kunsthalle der Sparkasse Leipzig. In: www.kunsthalle-sparkasse.de.
3. 1 2  Zit. n.: Sabine Neubert: «Geistigkeit im Sinnlichen» –Ralph Grüneberger: Ein Band über den Leipziger Maler Gert Pötzschig. In: Neues Deutschland, 15. September 2014.
4. ↑  Jens Kassner: Meister der Zwischentöne – Der Maler Gert Pötzschig zeigt in der Leipziger Galerie Villa Bösenberg neue Arbeiten. In: jens-kassner.de, 2013
5. 1 2  Ingrid Leps: Malerische Landschaften in flirrendem Licht: Gert Pötzschig stellt in Grimma aus (Memento des Originals vom 12. Dezember 2020 im Internet Archive)  Info: Der Archivlink wurde automatisch eingesetzt und noch nicht geprüft. Bitte prüfe Original- und Archivlink gemäß Anleitung und entferne dann diesen Hinweis.. In: Leipziger Volkszeitung, 22. November 2017.
6. ↑  Stellplatz zur Demonstration, Bild und Bildbeschreibung auf der Site der Deutschen Fotothek
7. ↑  An der Warnow bei Rostock, Bild und Bildbeschreibung auf der Site der Deutschen Fotothek
8. ↑  Baustelle Georgi-Ring, Leipzig, Bild und Bildbeschreibung auf der Site der Deutschen Fotothek
9. ↑  Buchara | Gert Pötzschig | Bildindex der Kunst & Architektur - Bildindex der Kunst & Architektur - Startseite Bildindex. In: www.bildindex.de.
10. ↑  Leipziger Messe: Messetreiben vor dem Hauptbahnhof, Bild und Bildbeschreibung auf der Site der Deutschen Fotothek
11. ↑  Leipziger Messe, Bild und Bildbeschreibung auf der Site der Deutschen Fotothek
12. ↑  Bulgarisches Stilleben | Gert Pötzschig | Bildindex der Kunst & Architektur - Bildindex der Kunst & Architektur - Startseite Bildindex. In: www.bildindex.de.
13. ↑  Kulturdenkmale im Freistaat Sachsen – Denkmaldokument; Objekt-Dok. Nr. 09262737
14. ↑  Franziska Wohlgemut: Die Bilder des Leipziger Malers Gert Pötzschig in der Galerie Koenitz (Ausstellungsbericht). In: Leipziger Internet Zeitung am 19. Dezember 2018
15. ↑  Ralf Junke: Michael Hametners große Hommage an den Maler Gert Pötzschig: Valeurs (Buchbesprechung). In: Leipziger Internet Zeitung am 9. Dezember 2013
16. ↑  Ralf Junke: Michael Hametners große Hommage an den Maler Gert Pötzschig: Valeurs (Buchbesprechung). In: Leipziger Internet Zeitung am 21. Dezember 2018

| Personendaten    | Personendaten                |
| ---------------- | ---------------------------- |
| NAME             | Pötzschig, Gert              |
| ALTERNATIVNAMEN  | Pötzschig, Gerd              |
| KURZBESCHREIBUNG | deutscher Maler und Grafiker |
| GEBURTSDATUM     | 15. März 1933                |
| GEBURTSORT       | Leipzig                      |